# Paw Henriksen
Paw Henriksen (* 3. April 1975) ist ein dänischer Schauspieler.
Henriksen absolvierte im Jahr 2000 seine Schauspielausbildung an der Staatlichen Theaterschule in Kopenhagen, sammelte jedoch schon zuvor Kameraerfahrung durch seine Mitwirkung in Fernsehproduktionen. Bekannt ist er neben der Arbeit als Bühnendarsteller vor allem für die Hauptrolle in der TV 2-Serie Hotellet, sowie den Serien Krøniken und Anna Pihl – Auf Streife in Kopenhagen.

## Filmografie (Auswahl)
- 1996: Keine Angst vorm Fliegen (Tøsepiger)
- 2000: Hotellet (Fernsehserie)
- 2003: Bagland
- 2003: Møgunger
- 2004: Brothers – Zwischen Brüdern (Brødre)
- 2005: Ambulance (Ambulancen)
- 2005: Anklaget
- 2005: Krøniken (Fernsehserie)
- 2005: Vater hoch vier (Far til fire – gi’r aldrig op)
- 2005: Chinaman (Kinamand)
- 2006: Anna Pihl – Auf Streife in Kopenhagen (Anna Pihl, Fernsehserie)
- 2017: Tinkas Weihnachtsabenteuer (Tinkas juleeventyr, Fernsehserie)